# Nová Ves (Chyšky)
Nová Ves je malá vesnice, část obce Chyšky v okrese Písek v Jihočeském kraji. Nachází se asi jeden kilometr severně od Chyšek. Nová Ves leží v katastrálním území Chyšky o výměře 3,18 km².

## Historie
První písemná zmínka o vesnici pochází z roku 1842.
V dřívějších dobách se Nové Vsi říkalo Perkule. Podle jedné domněnky toto jméno souvisí se zaniklým dolováním. Podle druhé domněnky souvisí název se slovem parcela. Místní obyvatelé se věnovali převážně zemědělstvím, ale kvůli nelehkým podmínkám v tomto kamenitém kraji, většina mužů až do první světové války odcházela za prací do cihelen do Vídně.

## Obyvatelstvo
| Rok            | 1869 | 1880 | 1890 | 1900 | 1910 | 1921 | 1930 | 1950 | 1961 | 1970 | 1980 | 1991 | 2001 | 2011 | 2021 |
| -------------- | ---- | ---- | ---- | ---- | ---- | ---- | ---- | ---- | ---- | ---- | ---- | ---- | ---- | ---- | ---- |
| Počet obyvatel | 152  | 150  | 144  | 118  | 110  | 107  | 91   | 68   | 69   | 78   | 72   | 59   | 56   | 53   | 62   |
| Počet domů     | 21   | 22   | 22   | 22   | 22   | 22   | 21   | 21   | 16   | 18   | 17   | 20   | 20   | 21   | 21   |

## Obecní správa
Při sčítání lidu v letech 1850–1879 Nová Ves byla osadou obce Chyška v okrese Milevsko. Od roku 1880 je částí obce Chyšky, se kterým patřila nejprve do okresu Milevsko, ale od roku 1960 v okrese Písek.

## Pamětihodnosti
Kamenná zvonice u domu čp. 19 z roku 1924.

## Galerie

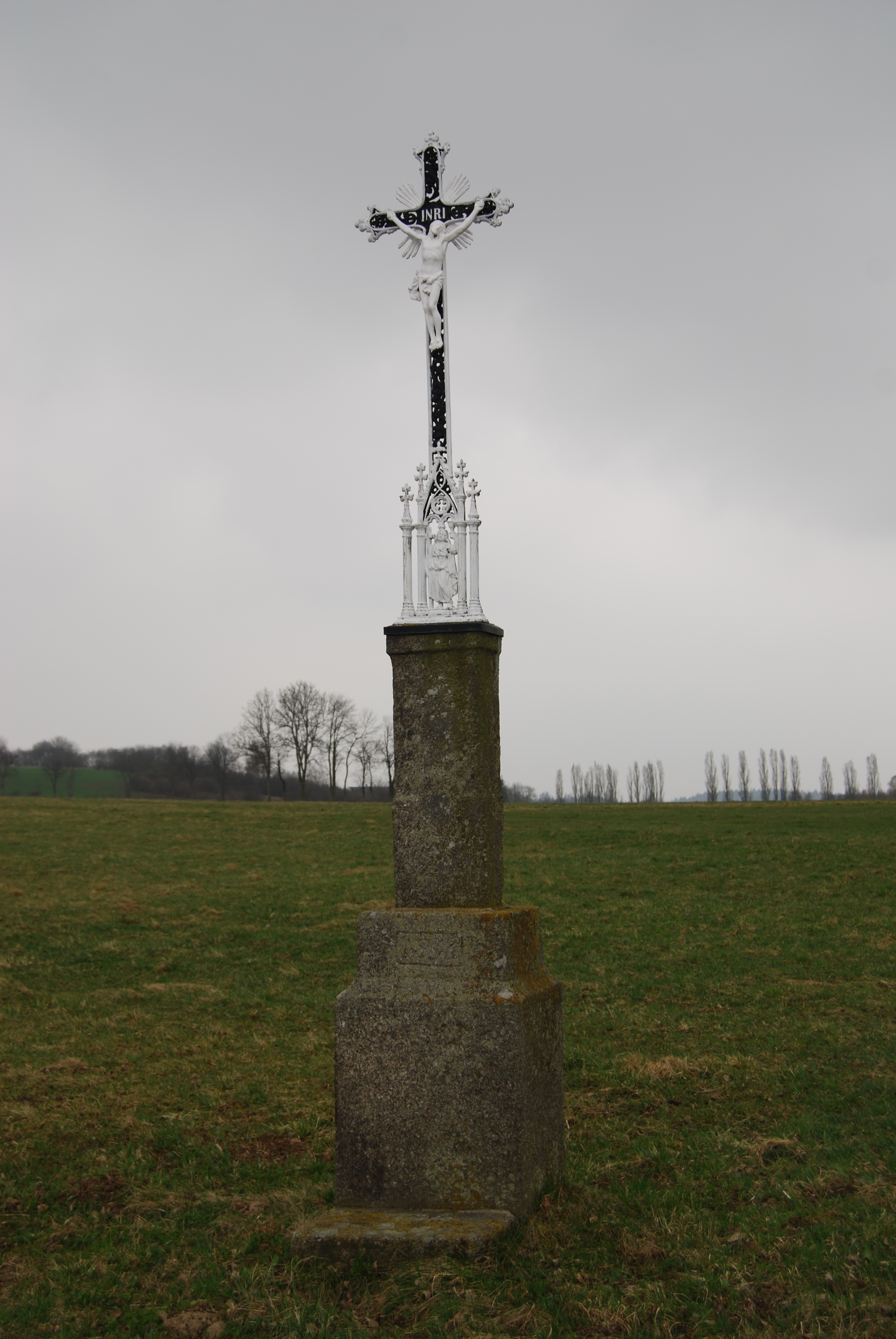
Kříž u komunikace těsně před vesnicí (2012)
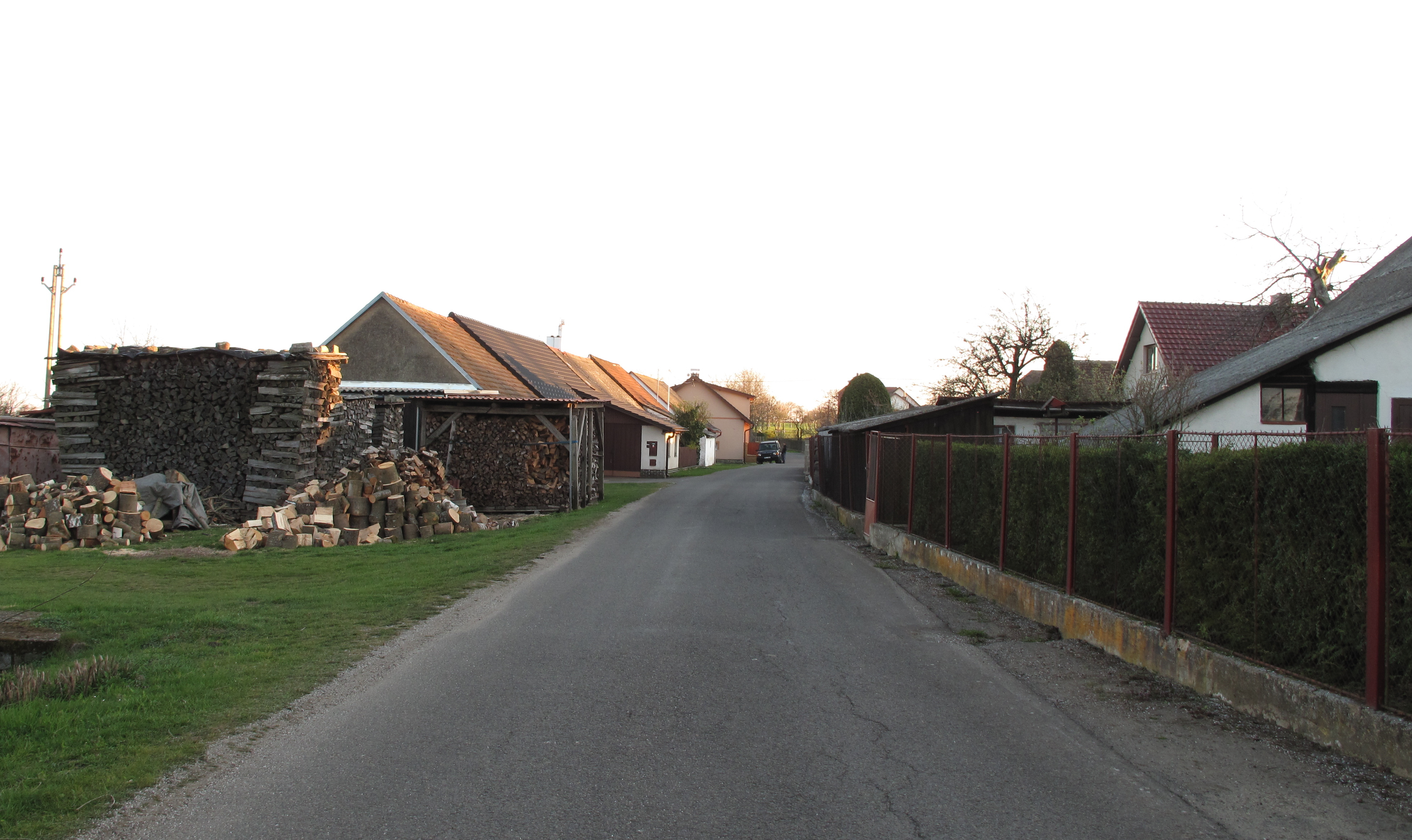
Ulice (2019)
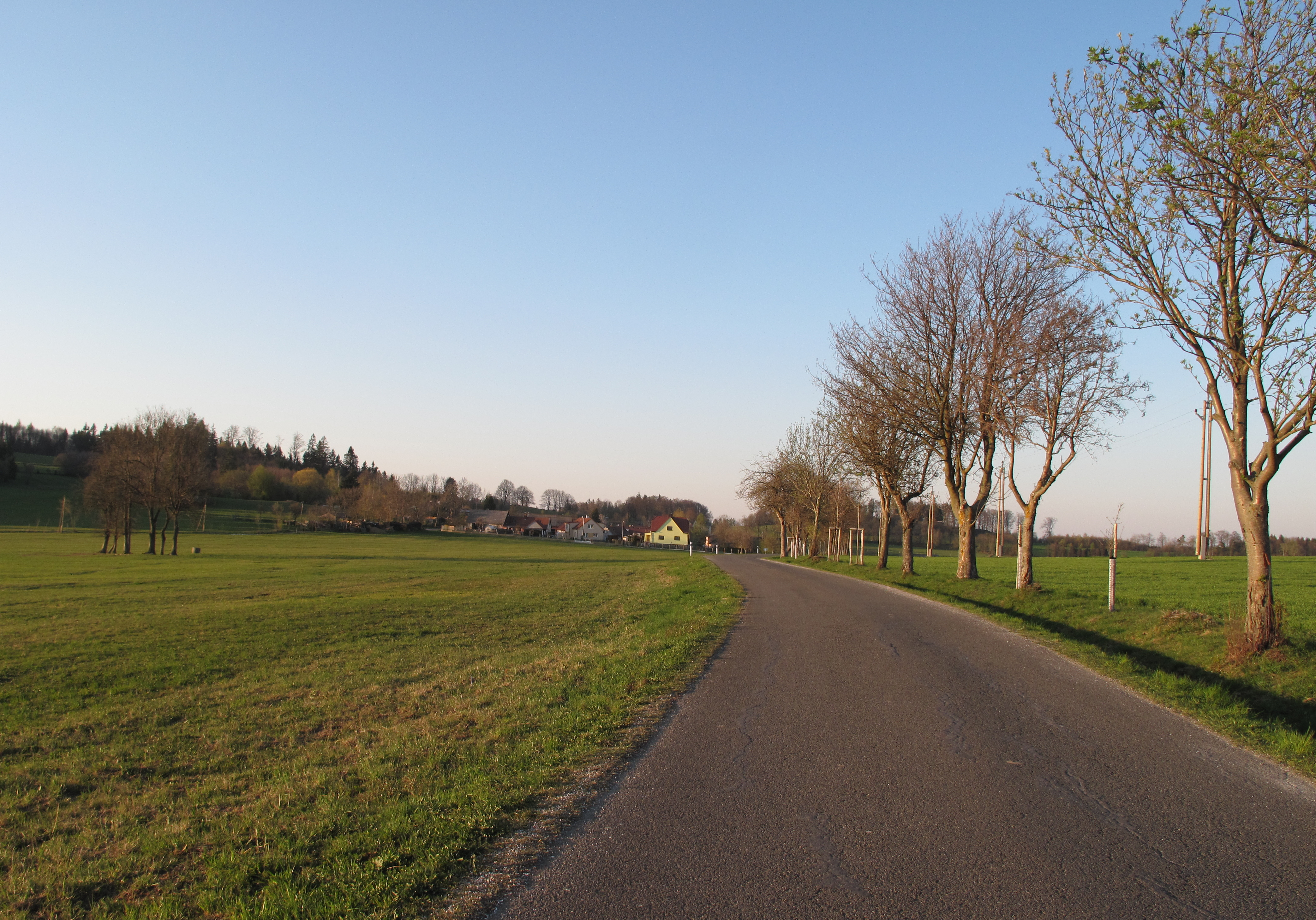
Cesta směrem od Chyšek (2019)